# 28 Batalion Saperów (1939)
28 batalion saperów (28 bsap) – pododdział saperów Wojska Polskiego II RP z okresu kampanii wrześniowej.
Batalion nie występował w pokojowej organizacji wojska. Został sformowany w 1939  w alarmie przez 2 pułk Saperów Kaniowskich sformował dla 28 Dywizji Piechoty.

## Struktura i obsada etatowa
Obsada personalna we wrześniu 1939:
Dowództwo batalionu
dowódca – kpt. Józef Salecki
zastępca dowódcy – NN
- 1 kompania saperów – por. Rufin Vieweger
- 2 kompania saperów – ppor. rez. inż. Eugeniusz Trawiński
- kolumna saperska – ppor. Jerzy Borysewicz